# JJ FAD
JJ FAD - żeńskie trio rapowe z Los Angeles, tworzące w stylu b-boy.
Skład: M.C.J.B. (właśc. Juan Burns), Baby D (właśc. Dania Briks) i Sassy C (właśc. Michelle Franklin). Jako nazwy grupa użyła pierwszych liter sformułowania Just Jammin`Fresh And Def.
Debiutancki longplay tria, zawierający utwór Supersonic, sprzedał się w ponad milionowym nakładzie, a zespół otrzymał nominację do nagrody Grammy.

## Dyskografia
- Supersonic - The Album (Ruthless 1988)
- Not Just A Fad (1989)